# رشيد أبو شباك
رشيد علي رشيد أبو شباك، قيادي بحركة التحرير الوطني الفلسطيني "فتح"، ورئيس جهاز الأمن الوقائي في غزة سابقا أيضاً، ومدير عام الأمن الداخلي الفلسطيني سابقاً في غزة. عضو اللجنة العليا لحركة فتح.
كان رشيد أبو شباك الرجل الثاني في جهاز الأمن الوقائي في غزة عند تأسيسه بعد محمد دحلان، ونشأ في حي شعبي في مدينة غزة. كان له نشاط سياسي منذ سن 17 وقضى عدة سنوات في السجون الإسرائيلية. وشارك أيضا في لجنة الانتفاضة في تونس.

## نشأته ودراسته
درس الابتدائية والاعدادية في مدارس وكالة الغوث للاجئين بمخيم جباليا ودرس الثانوية بمدرسة الفالوجا الثانوية تخرج من كلية النجاح في نابلس عام 1972 وتم اعتقاله من الجامعة ولم يكمل دراسته استكمل درجة البكالوريوس من جامعة القدس المفتوحة تخصص إدارة وريادة، درس الماجستير من جامعة القدس أبو ديس تخصص دراسات إسرائيلية وعلوم سياسية ثم درس الدكتوراة في جامعة الجزائر حيث أنه لم يكمل درجة الدكتوراة في الجزائر لأسباب أمنية.

## في السجون الإسرائيلية
وصل مجموع عمليات اعتقاله لأكثر من 15 مرة ليمضي حوالي 17 عاماً في السجون والمعتقلات الإسرائيلية.

## مناصب تولاها
موجه عام في السجون وعضو لجنه مركزية وممثل للمعتقل في عسقلان ونفحة وكفاربونا والنقب وانصار 2، ثم مسؤول حركة فتح في قطاع غزة منذ 1988 حتى نهاية 1990 ثم تولى مسؤول مجموعات الفهد الأسود في العام 1990 من تونس ثم تولى لجنة الأشراف على قطاع غزة ومن بعدها عاد لأرض الوطن مع ياسر عرفات وشخصيات وقيادات فلسسطينية تولى عضو اللجنة الحركية العليا ونائب مدير جهاز الأمن الوقائي بغزة حتى عام 2001، عُيّن مدير جهاز الأمن الوقائي بغزة ثم مدير عام الأمن الوقائي بغزة والضفة. 2006 مدير عام الأمن الداخلي في غزة والضفة.

## محاولات الاغتيال
تعرض لمحاولة اغتيال مرتين بإطلاق نار على سيارته بشكل مباشر،  وكانت المرة الثالثة بوضع عبوة ناسفه تزن 60كغم وتم اكتشافها من قبل الجهات الامنية المرافقة له،  تعرض منزله في شهر مايو 2007 لهجوم من قبل حركة حماس واستشهد 4 من المرافقين. تم اغتيال اخيه محمد علي في 7 مارس 1993 وتم اغتيال أبناء عمومته 1 مارس 2008 من قِبَل الجيش الإسرائيلي.

## في عهد الرئيس محمود عباس
قدم استقالته في مايو 2006, ثم تقدم للتقاعد المبكر في عام 2007 وكانت اخر رتبة له لواء، تم فصله لرفضه قرارات الرئيس الفلسطيني محمود عباس بحق غزة تم عمل له محكمة غيابية باتهامه بالفساد للانتقام منه، بسبب رفضه لسياسة محمود عباس والسلطة الوطنية الفلسطينية

## الخلاف مع السلطة
اتهمته في عام 2013 السلطة الفلسطينية بتهم باطلة حتى يتم ملاحقته من قبل الانتربول، وهذا كان بسبب الوقوف بجانب عضو المجلس التشريعي محمد دحلان،  وهو الآن يعيش في مصر.